# Кастедо, Давид
Дави́д Касте́до Эскуде́ро (исп. David Castedo Escudero; род. 23 января 1974, Пальма-де-Мальорка) — испанский футболист, выступавший на позиции левого защитника, обладатель ряда трофеев в составе «Севильи».

## Биография
Родился и вырос в городе Пальма-де-Мальорка (о-в Мальорка, Балеарские острова). Воспитанник местного клуба «Мальорка». В его же составе начинал взрослую карьеру, в те годы клуб выступал в Сегунде. В сезонах 1995/96 и 1996/97 Кастедо дважды занимал с клубом третье место в Сегунде, являясь игроком основного состава, и если в первом сезоне «Мальорка» уступила в плей-офф право выхода в Примеру, то во втором — успешно вышла в высший дивизион. Однако затем Кастедо потерял место в составе и покинул родной клуб после 4,5 проведённых в нём сезонов. Сыграв 2 матча за аутсайдера Сегунды, клуб «Эркулес», он присоединился затем к «Эстремадуре», команде, которая вела в том сезоне борьбу за выживание в Примере и в итоге вылетела из неё по результатам плей-офф. Покинув «Эстремадуру» по окончании сезона, Кастедо вернулся в «Мальорку», которая тогда была довольно сильна (в сезонах 1998/99 «Мальорка» становилась третьей в высшей лиге). В составе «Мальорки» Кастедо провёл один сезон — 1999/2000, в котором вышел на поле всего восемь раз, в том сезоне он забил свой первый и последний гол в чемпионатах страны за карьеру. В 2000 году Давид перешёл в «Севилью», где впоследствии добился наибольших успехов в карьере. Его первый сезон в новом клубе стал весьма успешным: «Севилья» выиграла Сегунду, а Кастедо уверенно закрепился в составе команды на долгие годы. Последующие несколько лет не были чем-либо примечательны: команда в основном находилась в верхней части таблицы, но на какие-либо трофеи не претендовала, Кастедо выходил на поле регулярно. В 2005 году «Севилью» возглавил Хуанде Рамос. Те два года, что он был во главе команды, стали одними из величайших в её истории: команда выиграла два Кубка УЕФА, Суперкубок УЕФА и Кубок Испании. В сезоне 2005/06 Кастедо оставался игроком основного состава; он провёл все матчи розыгрыша Кубка УЕФА того сезона. В сезоне 2006/07 в борьбу с Кастедо за место в составе вступил юный Антонио Пуэрта, и небезуспешно, хотя и Кастедо продолжил получать немало игрового времени. По окончании того сезона Давид покинул «Севилью» и подписал контракт с «Леванте». Там он провёл один сезон (2007/08), выйдя на поле 18 раз; «Леванте» занял в том сезоне последнее место в Примере и вылетел из неё; по окончании сезона Кастедо ушёл из «Леванте» и завершил карьеру игрока.

## Достижения
«Мальорка»
- 3-е место в Сегунде: 1995/96, 1996/97

«Севилья»
- Победитель Сегунды: 2000/01
- Обладатель Кубка УЕФА: 2005/06, 2006/07
- Обладатель Суперкубка УЕФА: 2006
- Обладатель Кубка Испании: 2006/07
- 3-е место в чемпионате Испании: 2006/07